# Luis Guillén de Moncada y Aragón
Luis Guillén de Moncada y Aragón (Luigi Guglielmo Moncada d'Aragona; Collesano, 1 de enero de 1614 – Madrid, 4 de mayo de 1672), vii duque de Montalto, v príncipe de Paternò y grande de España, por matrimonio también duque de Alcalá (1637–1639), fue un noble y hombre de estado español, comendador de Belvís de la Sierra en la orden de Alcántara, caballero del Toisón de Oro, teniente del virrey de Sicilia en 1635, virrey de Cerdeña en 1644, de Valencia en 1652, embajador de Felipe IV ante el Sacro Imperio Romano Germánico, consejero de estado y desde 1667 cardenal.

## Primeros años
Segundo hijo de Antonio de Aragón y Moncada,  vi duque de Montalto, iv príncipe de Paternó y grande de España, y de Juana de la Cerda, hija del vi duque de Medinaceli. Su padre era titular de algunas de las casas nobiliarias más destacadas de Sicilia —los Moncada, príncipes de Paternó, y los Luna, duques de Bivona—, junto con la napolitana de los duques de Montalto, línea menor de la casa real aragonesa, descendiente de Fernando I de Nápoles. Luis Guillén nació en 1614 en Collesano, uno de los dominios sicilianos paternos, y su infancia transcurrió entre ambos reinos, entonces integrados en la monarquía hispánica.
En 1625 muere el hermano mayor, Francisco, conde de Caltanissetta. Sus padres, sumidos en una profunda tristeza, decidieron entrar en religión. Con las preceptivas bulas papales se autorizó la separación del matrimonio. La duquesa Juana tomó el hábito de carmelita descalza con el nombre de sor Teresa del Espíritu Santo y más adelante fundó el convento de la Asunción de Palermo, del que fue abadesa hasta su muerte. Por su parte, el duque Antonio se ordenó sacerdote jesuita, renunció a sus bienes y estados e ingresó en la casa profesa de Nápoles.
Así, en 1627, con solo trece años, Luis Guillén fue investido duque de Montalto y quedó al frente del patrimonio familiar. Su padre le puso bajo la protección del virrey de Nápoles, el duque de Alcalá, al que encargó que ≪sostenga a la casa de Montalto en el lugar que le corresponde, siendo tan honroso el oficio de vicepadre como glorioso el de viceré≫. En efecto, el virrey Alcalá se ocupó del joven duque y, tan solo dos años después, en 1629, lo casó con su hija, María Enríquez de Ribera. La boda se celebró fastuosamente en el palacio real y se organizó una cabalgata pública por la ciudad, en la que el virrey dio al novio la mano derecha y el tratamiento de excelencia, gesto que provocó numerosas críticas.
En cumplimiento de las capitulaciones de sus abuelos, Francisco de Moncada y María de Aragón —que imponían a sus sucesores la obligación de portar ambos apellidos, alternando su orden en cada generación—, Luis Guillén antepuso Moncada, tal como correspondía a su turno en la línea sucesoria. Ahora cabeza de familia, era también responsable de la educación y el porvenir de sus hermanos menores, Ignacio y Mariana, por lo que tuvo que negociar sus respectivos enlaces con Ana María Gaetani y con el marqués de Castel Rodrigo.

## Gobierno en Sicilia
En 1631, el duque de Alcalá fue enviado al virreinato de Sicilia, un destino considerado de menor importancia que el napolitano, que el conde-duque de Olivares entregó a su cuñado, el conde de Monterrey. Aprovechó Olivares la controversia sobre el recibimiento que el virrey dispensó a la reina de Hungría —hermana de Felipe IV— a su paso por Nápoles, camino de la corte vienesa. Para Luis Guillén, sin embargo, el nombramiento supuso un acercamiento estratégico a su base de poder patrimonial en la isla. A la sombra de su suegro, consolidó su presencia señorial y comenzó a ejercer influencia política. Participó activamente en los parlamentos de 1633 y 1635 como primera voz del brazo nobiliario, y sus propuestas fiscales fueron finalmente adoptadas por la asamblea.
En el otoño de 1635, Alcalá tuvo que marcharse a Milán, donde el gobernador, el marqués de Leganés, se había puesto al mando de las tropas para hacer frente a una ofensiva franco-saboyana, en el marco de la guerra de los Treinta Años. Antes de partir, dejó el gobierno de la isla en manos de su joven yerno, quien, tras varios meses en funciones, fue confirmado desde Madrid como presidente del Reino y capitán general interino, hasta la llegada de un nuevo virrey.
A este nombramiento se opuso el cardenal Giovanni Doria, arzobispo de Palermo, que lo señaló como un ejercicio de nepotismo por parte del virrey Alcalá. Doria, que ya había cubierto anteriores ausencias, se consideraba más apto por edad, rango y experiencia, e hizo valer sus conexiones con el conde-duque de Olivares para intentar sustituir a Montalto. Sin embargo, el contexto de urgencia fiscal por la guerra —la Unión de Armas— y la crisis económica general garantizaron la permanencia del duque, al considerarse que contaba con un mayor control del parlamento para sacar adelante las reformas necesarias.

## Biografía
Contrajo matrimonio dos veces: la primera en 1629 con María Enríquez de Ribera (m. 1638), posteriormente IV duquesa de Alcalá, sin descendencia; la segunda con Catalina de Moncada (m. 1659), hija del marqués de Aytona Francisco de Moncada, con quien tuvo a Fernando, que sería su sucesor en sus títulos de nobleza.
Promesa de virreinato por el segundo matrimonio.
Muerto en Madrid a los 58 años de edad, fue enterrado en el convento de los capuchinos de San Antonio de Madrid, aunque dos años después sus restos fueron trasladados al panteón familiar en la iglesia de San Domenico Maggiore de Nápoles.